# Loxley, Warwickshire
Loxley är en ort och civil parish i Storbritannien.   Den ligger i grevskapet Warwickshire och riksdelen England, i den södra delen av landet, 130 km nordväst om huvudstaden London. Loxley ligger 74 meter över havet och antalet invånare är 399.
Terrängen runt Loxley är platt. Runt Loxley är det ganska tätbefolkat, med 116 invånare per kvadratkilometer. Närmaste större samhälle är Royal Leamington Spa, 15,2 km norr om Loxley. Trakten runt Loxley består till största delen av jordbruksmark.